# جودي مارش
جودي مارش (بالإنجليزية: Jodie Marsh)‏ هي لاعبة كمال أجسام وكاتبة العمود بريطانية، ولدت في 23 ديسمبر 1978 في برنتوود ‏ في المملكة المتحدة.

## وصلات خارجية
- الموقع الرسمي
- جودي مارش على موقع IMDb (الإنجليزية)
- جودي مارش على موقع قاعدة بيانات الفيلم (الإنجليزية)